# Inajatoellah Khan
Inajatoellah Khan Seraj (Perzisch: عنایت‌الله‌شاه) (Kabul, 20 oktober 1888 - Teheran, 12 augustus 1946) was van 14 tot 17 januari 1929 koning van Afghanistan.
Inajatoellah was de tweede zoon van emir Habiboellah Khan en nam de macht over van zijn broer Amanoellah Khan, toen die tijdens de opstand van Habiboellah Kalakani bij nacht en ontij het land ontvluchtte. Koning Inajatoellah kon zich tijdens de revolte echter niet lang handhaven. Na negen dagen aan de macht pleegde de roverhoofdman Habiboellah Kalakani een staatsgreep.